# Малые Антильские острова
Ма́лые Анти́льские острова́ (англ. Lesser Antilles, фр. petites Antilles, исп. Antillas Menores, нидерл. Kleine Antillen, также Кари́бские острова́) — цепочка относительно небольших островов в Карибском море, образующая южную и юго-восточную часть архипелага Антильские острова; вместе с Большими Антильскими и Багамскими островами составляют регион, вошедший в историю как Вест-Индия. Общая площадь около 14 тысяч км².

## География
Малые Антильские острова представляют собой длинную цепочку небольших островов между 10 и 19° с. ш. Острова образуют дугу, начинающуюся от острова Аруба, длящуюся на восток до острова Тринидад, которая затем поворачивает на север и северо-восток и упирается в восточный угол Пуэрто-Рико. На семи из них находятся сильные вулканы, а с восточной стороны каждого из этих семи островов расположен ряд известковых островков. В общем, острова производят впечатление горной цепи, разорванной Атлантическим океаном и Карибским морем, изолированные вершины которой выдаются над водой. Траектория Малых Антильских островов более или менее совпадает с краем Карибской тектонической плиты, и многие острова появились в результате процесса субдукции, когда другие тектонические плиты вдавливались под Карибскую плиту. В северо-восточной части зоны субдукции, на границе Северо-Американской и Карибской плит, расположен океанический жёлоб Пуэрто-Рико.
Географически Малые Антильские острова разделяют на Наветренные острова и Северные Подветренные острова (иногда также отдельно выделяют Виргинские острова). Однако в этой номенклатуре нет единогласия. Англичане и французы называют их южную, а также восточную ветвь от Тобаго до Доминики островами Наветренными (англ. Windward Islands, фр. Iles-du-vent), острова же, лежащие от Доминики до Пуэрто-Рико, — островами Подветренными (англ. Leeward Islands, фр. Iles sous le vent). Испанцы же первое название (исп. Islas-barlo-vento) дают всем Малым Антильским островам от Пуэрто-Рико до Тобаго, второе же название (исп. Islas-soto-vento) они, а за ними и некоторые географы, присвоили тем островам, которые рассеяны вдоль северного берега Южной Америки к западу от Тринидада до Арубы. В русском языке закрепился второй вариант.
Высшая точка — вулкан Суфриер на Гваделупе (1467 м), низшая — уровень моря.

### Климат
Климат тропический, пассатный, жаркий, влажный. Осадков 1200—2000 мм в год, на наветренных склонах ливни идут чаще и сильнее, — выпадает до 5000 мм, на подветренных — 700—800 мм. Почвы очень плодородны. Естественная растительность под влиянием человека уступила место сельскохозяйственным культурам и сохранилась лишь эпизодически — саванны, листопадные или вечнозелёные тропические леса, кустарники; на склонах гор, где сельские работы затруднены, уцелели густые вечнозелёные леса.
Морской ветер смягчает жаркий и влажный климат, особенно в горах. Большинство дней солнечные. В апреле и в мае около полудня почти ежедневно выпадают дожди, часто с сильным ветром, продолжающиеся иногда целый час. Следующий период дождей приходится на август-октябрь, жара при этом не спадает и достигает 45 °C. Море здесь поразительной чистоты; прилив и отлив едва заметны. Почти все острова страдают от землетрясений и ураганов.
Жара и сырость делают климат весьма нездоровым, способствующим распространению лихорадки и других «тропических» заболеваний; по тем же причинам изделия из дерева и металла без специальной защиты и ухода быстро портятся.
Кофе, сахарный тростник и табак дают превосходные урожаи и составляют главные предметы земледелия и торговли.

## История
Впервые название этих островов «Антилии» (Antilles) встречается в 1493 году у Петра Мартира д’Ангиера, употребившего применительно к ним во множественном числе название мифического острова Антилия. Позже появилось различие между Малыми и Большими Антилиями.
В период с 1600 по 1730 годы из Франции на Антильские острова переселилось 30 тысяч человек.

## Список островов
На части Малых Антильских островов располагаются восемь независимых государств: Антигуа и Барбуда, Барбадос, Гренада, Доминика, Сент-Винсент и Гренадины, Сент-Китс и Невис, Сент-Люсия и Тринидад и Тобаго; другая часть островов исторически распределилась в качестве зависимых территорий между Венесуэлой, Великобританией, Нидерландами, США и Францией. Крупнейшие из заселённых Малых Антильских островов с указанием принадлежности представлены в таблице:
| Остров         | Площадь, км² | Население, тыс. чел. | Плотность населения, чел./км² | Государство                         |
| -------------- | ------------ | -------------------- | ----------------------------- | ----------------------------------- |
| Ангилья        | 96,0         | 14,436               | 150,38                        | Ангилья                             |
| Анегада        | 38,0         | 0,200                | 5,26                          | Виргинские Острова (Великобритания) |
| Антигуа        | 281,0        | 67,000               | 238,43                        | Антигуа и Барбуда                   |
| Аруба          | 180,0        | 106,050              | 589,17                        | Нидерланды                          |
| Барбадос       | 430,0        | 284,589              | 661,83                        | Барбадос                            |
| Барбуда        | 161,0        | 1,500                | 9,32                          | Антигуа и Барбуда                   |
| Бас-Тер        | 848,0        | 186,000              | 219,34                        | Франция                             |
| Бекия          | 18,0         | 5,000                | 277,78                        | Сент-Винсент и Гренадины            |
| Бонайре        | 288,0        | 13,389               | 46,49                         | Нидерланды                          |
| Кануан         | 13,0         | 2,000                | 153,85                        | Сент-Винсент и Гренадины            |
| Верджин-Горда  | 21,0         | 1,100                | 52,38                         | Виргинские Острова (Великобритания) |
| Гранд-Тер      | 589,0        | 197,000              | 334,47                        | Франция                             |
| Доминика       | 746,0        | 72,514               | 97,20                         | Доминика                            |
| Гренада        | 310,0        | 80,000               | 258,06                        | Гренада                             |
| Йост-ван-Дейк  | 8,0          | 0,260                | 32,50                         | Виргинские Острова (Великобритания) |
| Карриаку       | 34,0         | 6,000                | 176,47                        | Гренада                             |
| Коче           | 61,0         | 8,242                | 135,11                        | Венесуэла                           |
| Кюрасао        | 444,0        | 142,180              | 320,23                        | Нидерланды                          |
| Ла-Дезирад     | 21,1         | 1,591                | 75,40                         | Франция                             |
| Малый Мартиник | 2,4          | 0,900                | 375,00                        | Гренада                             |
| Маргарита      | 956,8        | 436,900              | 456,63                        | Венесуэла                           |
| Мари-Галант    | 158,0        | 13,470               | 85,25                         | Франция                             |
| Мартиника      | 1128,0       | 397,730              | 352,60                        | Франция                             |
| Меро (Мэйро)   | 4,0          | 0,300                | 75,00                         | Сент-Винсент и Гренадины            |
| Монтсеррат     | 102,0        | 6,409                | 62,83                         | Монтсеррат                          |
| Мюстик         | 5,7          | 0,500                | 87,72                         | Сент-Винсент и Гренадины            |
| Невис          | 93,0         | 11,500               | 123,66                        | Сент-Китс и Невис                   |
| Орчила         | 40,0         | 0,100                | 2,50                          | Венесуэла                           |
| Саба           | 13,0         | 1,737                | 133,62                        | Нидерланды                          |
| Санта-Крус     | 213,0        | 53,234               | 249,92                        | Виргинские Острова (США)            |
| Сен-Бартелеми  | 21,0         | 8,255                | 393,10                        | Франция                             |
| Сент-Винсент   | 346,0        | 117,000              | 338,15                        | Сент-Винсент и Гренадины            |
| Сент-Джон      | 50,8         | 4,197                | 82,62                         | Виргинские Острова (США)            |
| Сент-Китс      | 169,0        | 39,000               | 230,77                        | Сент-Китс и Невис                   |
| Сент-Люсия     | 619,2        | 172,884              | 279,21                        | Сент-Люсия                          |
| Сен-Мартен     | 91,9         | 68,382               | 744,09                        | Нидерланды, Франция                 |
| Сент-Томас     | 80,9         | 51,181               | 632,65                        | Виргинские Острова (США)            |
| Синт-Эстатиус  | 21,0         | 2,886                | 137,43                        | Нидерланды                          |
| Тобаго         | 300,0        | 54,084               | 180,28                        | Тринидад и Тобаго                   |
| Тортола        | 55,7         | 14,000               | 251,35                        | Виргинские Острова (Великобритания) |
| Тринидад       | 4821,0       | 1250,000             | 259,28                        | Тринидад и Тобаго                   |
| Юнион          | 8,0          | 5,000                | 625,00                        | Сент-Винсент и Гренадины            |